# Русское (Краснодарский край)
Русское — село в Крымском районе Краснодарского края.
Входит в состав Молдаванского сельского поселения.

## География
Село расположено в предгорной зоне, в 2 км к севоро-западу от центра сельского поселения — села Молдаванского. Сады, виноградники, южнее села начинается лесная зона.

### Улицы
- ул. Высоцкой,
- ул. Докутович,
- ул. Кашириной,
- ул. Крутая,
- ул. Крутовой (см. Крутова, Евгения Сергеевна),
- ул. Новоселов,
- ул. Полуниной,
- ул. Саликовой.

## История
Село основано в 1872 году.
В братской могиле похоронены воины Красной Армии, погибшие в Великой Отечественной войне, в том числе лётчицы Докутович, Галина Ивановна, Каширина, Глафира Алексеевна, Крутова, Евгения Сергеевна и Высоцкая, Анна Григорьевна.
Их именами названы улицы села.

## Население
| 1999 | 2002 | 2010 |
| ---- | ---- | ---- |
| 536  | ↘502 | ↘476 |

- [web.archive.org/web/20040912183544/mapl37.narod.ru/map1/il37112.html Топографические карты/ L-37-112. Новороссийск - 1 : 100 000]

1. ↑  Сельские населенные пункты Краснодарского края. По состоянию на 1 января 1999. Справочник — Краснодар: 1999. — 100 с.
2. ↑  Всероссийская перепись населения 2002 года. Численность населения субъектов Российской Федерации, районов, городских поселений, сельских н
3. ↑  Всероссийская перепись населения 2010 года. Том 1, таблица 4. Численность городского и сельского населения по полу по Краснодарскому краю